# Борислав Габровски
Борислав Габровски-Габрата е български футболист и треньор (1910 – 1977).

## Биография
Играл е за Шипка (София) (1927 – 1930), АС`23 (1930 – 1932), Левски (София) (1933 – 1941) и Левски (Русе) (1937, 1941 – 1942). Шампион на България и носител на купата на страната през 1931 с АС`23 и през 1933 г. с Левски (Сф). За Левски (Сф) има 81 мача и 8 гола в първенството, 9 мача и 1 гол за купата на страната и 26 международни мача. В „А“ националния отбор има 30 мача и 1 гол. Носител на Купата на БОК (1931) и на Балканската купа (1932 г.). Играе в квалификационните мачове за СП (1934, 1938). След прекратяване на състезателната си дейност е треньор на Хебър и Ботев (Пловдив) (1953).